# Still Life (гра)
Still Life — пригодницька відеогра, розроблена студією Microïds. Гра була випущена в продаж в 2005 році. Still Life є продовженням квесту Post Mortem 2003 року. До числа особливостей гри належить переміщення дії з цього часу в минуле й назад по ходу оповіді, а також можливість грати за двох персонажів.
У 2009 році вийшло продовження гри — Still Life 2.

## Гра
На відміну від попередньої частини, яка є квестом від першої особи, «Still Life» стала грою від третьої особи. Гра дає уявлення про роботу як ФБР, де необхідно знаходити докази, допитувати свідків, дізнаватися думки судмедекспертів, так і приватного детектива, змушуючи зламувати замки, обшукувати каналізацію, співпрацювати зі злочинцями та повіями. У пошуках вбивці сищикам будуть допомагати і новітні пристрої в сьогоденні, і типовий арсенал приватного детектива в Празі минулого. Строгий рейтинг «18 +» обумовлений тим, що в процесі розслідування гравець стикається з кривавими і жорстокими сценами вбивств. Діалоги дають шанс вести дві манери спілкування: ввічливу і агресивну. Графіка представлена тривимірними об'єктами на двомірних фонах.
Гра побудована на рушії Virtools, так само, як Post Mortem і деякі інші ігри від Microïds.

## Сюжет
Дія гри починається в 2004 році. Головна героїня гри - агент ФБР Вікторія Макферсон розслідує серію кривавих вбивств повій в Чикаго. Відвідуючи батька на Різдво, Вікторія знаходить щоденник свого діда - Густава, який був приватним детективом і розслідував схожі вбивства в Празі в 20-х роках минулого сторіччя. 
 У процесі гри гравцеві належить перемикатися між цими двома епохами, і грати поперемінно то за Густава, то за Вікторію, щоб з'ясувати зв'язок між подіями 70-річної давності і злочинами у сьогоденні. В обох випадках вбивця носив темний плащ, циліндр і срібну маску, і його жертвами завжди ставали повії. 
 У кінцевому підсумку, Густав визначає людину, винного в жорстоких вбивствах в Празі, але вбивці вдається втекти від правосуддя і сховатися в Америці. Пізніше Вікторія дізнається, що в 1956 році аналогічні вбивства відбулися також і в Лос-Анджелесе, куди вона планує здійснити поїздку, щоб більше дізнатися про цю справу. 

## Персонажі

### Головні герої
- Вікторія Макферсон - агент ФБР. Веде справу про серійного вбивцю. Внучка приватного детектива Густава Макферсона. Відбувається із заможної родини. Живе з батьком. Мати померла. Хоче здаватися серйозною і суворою, але вдома знімає личину крутого агента ФБР і стає звичайною молодою дівчиною. У ході розслідування справи про різник повій, знаходить щоденник діда, що описує події, занадто сильно нагадують останні вбивства. Але як події 70-річної давності пов'язані зі злочинами на початку третього тисячоліття?
- Густав Макферсон - приватний детектив. Після подій в Париже, описаних в Post Mortem, був змушений перебратися до Праги. Продовжує розслідувати злочини. Іноді нехтує законом, але підтримує хороші стосунки з поліцією. Зустрічається з повією, що чекає від нього дитину. Але раптом місто вражає серія вбивств «нічних метеликів». І кохана Гаса просить його розкрити жахливі вбивства ...
- Вбивця - таємничий незнайомець у срібною масці, циліндрі і довгому чорному плащі. Вбиває дівчат легкої поведінки, потім потрошить їх тіла. Здійснював вбивства в Празі 20-х XX століття. Обставляє свої криваві звершення як художні твори. Насильницькі смерті повій знову поновлюються на початку XXI століття.

## Цікаві факти
- Вікторія Макферсон хоче здаватися крутий і впевненою у собі, навіть водить великий чорний і зовсім не жіночий позашляховик. Але в рідному домі стає не такою самовпевненою: пече різдвяне печиво, носить капці у вигляді зелених плюшевих кроликів.
- У 2008 році в петербурзькому театрі ТЮТ був поставлений мюзикл «J (Джей)» за мотивами ряду відеоігор, включаючи «Post mortem» і «Still Life».